# Halloween of Horror
«Halloween of Horror» (с англ. — «Хэллоуин ужасов») — четвёртый эпизод двадцать седьмого сезона мультсериала «Симпсоны». Впервые вышел 18 октября 2015 года в США на телеканале «FOX».

## Сюжет
За день до Хэллоуина семья Симпсонов полностью украсила свой дом, назвав его «Everscream Terrors» (рус. «Вечнокричащие ужасы»). Гомер хранил пластиковые скелеты слишком близко к печи, и он решает отнести останки от них в дом дедушки и купить что-то новое в магазине, посвящённому Хэллоуину. По пути в магазин Лиза и Барт видят знак, рекламирующий предстоящую ночь ужасов в Крастиленде, и Лиза рассказывает о своем волнении перед первым походом туда. В магазине Хэллоуина Апу рассердился на трех ленивых сотрудников, которые спали на своих рабочих местах, и говорит им вернуться к работе. Хотя Гомер ищет украшение для замены скелетов, один из рабочих предлагает ему сделку: если он купит у него одного «Сеньора скелета», он бесплатно предоставит ещё три таких. Гомер принимает сделку и рассказывает об этом Апу, который быстро увольняет рабочих. После этого рабочие обещают отомстить Гомеру.
Позже Гомер берет детей на ночь ужасов. Хотя ночь и не настоящая, Лиза напугана зомби, из-за чего парк закрывается. В школе травма девочки заставляет ее испугаться даже самых простых фигур Хэллоуина, таких как бумажные зомби и летучие мыши. Затем она прячется внутри шкафчика, но позже Мардж спасает её. Вернувшись домой, Мардж осознает проблему дочери и говорит мужу, что они должны закрыть «Everscream Terrors», что расстроило Гомера и Барта. Чтобы примириться с Бартом, Мардж берет его и Мэгги на самую известную Хэллоуинскую вечеринку в тупике Спрингфилда, оставляя Лизу и Гомера в покое. Гомер пытается связаться с Лизой, предлагая сложить вместе пазлы.
В это же время трое рабочих, которых из-за Гомера уволили, пришли мстить и начали преследовать Гомера и Лизу. Гомер запирает дом, чтобы защитить их двоих от трех мстителей; однако те уже находятся внутри дома. Он пытается отвести дочь в дом Фландерса, но она убегает внутрь, чтобы получить Хвостик, меховой хвост из раннего детства Лизы, который приносит ей комфорт. Гомер мчится, чтобы спасти ее, как вдруг они оба оказываются лицом к лицу с захватчиками дома. Гомер и Лиза поднимаются по лестнице и прячутся на чердаке, а захватчики не могут их найти.
Тем временем Хэллоуин не был намного лучше для остальных Симпсонов. Мардж прибывает на закрытую вечеринку с Бартом и Мэгги, но, как рассказал охранник, она теперь только для местных жителей после того, как посетители разрушили прошлогоднюю вечеринку. Затем она безуспешно пытается подкупить охранника купоном на канатную дорогу, но тот заявляет, что если он возьмёт купон, то перестанет быть достойным стула, на котором сидит. Когда автомобиль разворачивается в тупике, разочарованный Барт наблюдает за тем, как местные дети наслаждаются закрытой вечеринкой с мероприятиями, включая поездки кенгуру и «инопланетянином», который должен повторить всё, что ему сказано.
Тем временем уже поздно, и все дети в городе спят. Взрослые Спрингфилда выходят, в основном, в своих неприличных костюмах, после чего исполняют музыкальный номер о взрослом Хэллоуине. Мардж решает побыстрее отвести детей домой.
В доме Симпсонов Гомер успокаивает Лизу, и они решают использовать свои различные праздничные украшения, чтобы подать сигнал о помощи, но случайно активируют «Сеньоров скелетов», привлекая внимание троих захватчиков. Гомер поднимается на крышу, чтобы запустить фейерверки с 4 июля, но сильный ветер гасит спички. Затем Лиза вспоминает, что Хвостик изготовлен из полиэстера и легко горит, поэтому девочка решает пожертвовать им и зажечь фейерверк, чтобы привлечь внимание людей. Этот план является успешным, и весь район просыпается. Домашних захватчиков почти сразу арестовывает полиция, и Гомер снова строит «Everscream Terrors», поэтому весь город может наслаждаться этим, включая Ленни и Карла, которые одеты как Кэнг и Кодос. Лиза, теперь не боясь украшений-страшилок, также присоединяется к веселью.
Во время титров Мэгги находит полусожженного Хвостика, который волшебным образом восстанавливается под мелодией «Хэллоуина» Джона Карпентера.

## Культурные отсылки
- На Хэллоуине дети одеты:
  - Утер, как Человек-зефирка (скорее всего, отсылка к фильму Охотники за привидениями);
  - Мартин, как Бендер;
  - База данных, как главного герой игры «Minecraft»;
  - Лиза, как зомби-версия Фриды Кало;
  - Джени, как Дороти из Волшебника Страны Оз;
  - Льюис, как Жиголо 1960-х годов хотя, очевидно, это образ международного человека-загадки Остина Пауэрса;
  - Барт, как пират.
- Взрослые одеты как популярные персонажи:
  - Ленни Леонард и Карл Карлсон, как Кэнг и Кодос;
  - Шеф Виггам, как Франкенштейн;
  - Мо, как египетский фараон;
  - Человек-шмель, как Папа Римский;
  - Райнэр Вольфкасл, как Джессика Рэббит;
  - Доктор Хибберт, как дьявол, а его супруга Бернис — ангел;
  - Миссис Мунц, как Чудо-женщина,
  - Змей, как Элвис Пресли;
  - Агнес Скиннер, как Эми Уайнхаус;
  - Садовник Вилли, как Рози Заклепка;
  - Судья Харм, как Стервелла Де Виль;
  - Рут Пауэрс, как Дейенерис Таргариен;
  - Мэр Куимби, как Хью Хефнер;
  - Суперинтендант Чалмерс, как Зед из фильма «Зардоз»;
  - Отто и морской капитан как хоббиты;
  - Кент Брокман, как Дэвид Боуи;
  - Апу, как военный диктатор, возможно, Муаммар Каддафи времён ливийского переворота, (правда, позже в костюме паши, под стать жене);
  - Жена Апу Манджула — одалиска,
  - Чета Ван Хутенов в роли белочки и орешка, отсылка к Скрату из «Ледникового периода»;
  - Акира — дракон Брюс Ли;
  - Клоун Красти — грек-аскет;
  - Куки Кван и Линдси Нэйгл — развратные фломастеры;
  - Кухарка Дорис — полисвумен;
  - Джаспер Бердли, как басист группы ZZ Top Дасти Хилл;
  - Барни Гамбл одет в фривольный пляжный костюм Бората Сагдиева;
  - Сельма и Пэтти Бувье — дамы версальской и каменной эпох с кальяном;
  - Пожилой еврей — Зорро;
  - Безымянная любовница мэра Куимби — Кэрри Уайт с выпускного балла;
  - геи Спрингфилда (мистер Ларго, Смитерс и т. д.) облачены в кимоно, видимо, как ГЕЙши;
  - Нед Фландерс в роли библейского Ионы вылезает из пасти кита;
  - Тимоти и Хелен Лавджой — Сид и Нэнси (одеты в ролевой набор костюмов, который ранее появлялся в серии 26 сезона «Sky Police»);
  - Ханс Молеман, принцесса Кашмир, Стефани Брокман, мисс Гувер, профессор Фринк, доктор Ник Ривьера, Кумико и Продавец комиксов одеты в стимпанк-костюмы.
- Среди костюмов, которые Апу продает в штаб-квартире Хэллоуина, есть ресторан «Клоун мясного ресторана» и «Полосатый вор гамбургеров» — это ссылки на рекламные талисманы McDonald’s Рональда Макдональда и Гамбурглара соответственно.
- Дом на холме на заднем плане в Крастиланде — это дом из фильма «Психо».
- Песня, которую поют взрослые, является пародией на песню Time Warp из Шоу ужасов Рокки Хоррора.
- «Хэллоуинская ужасная ночь» Крастиленда — это вероятная ссылка на «Хэллоуинские ужасные ночи» Universal Studios, которые проводятся в тематических парках Universal в Орландо, Голливуде, Сингапуре и в Осаке.

## Отношение критиков и публики
Во время премьеры на канале Fox эпизод просмотрели 3.69 млн человек с рейтингом 1.7, что сделало его самым популярным шоу на канале Fox в ту ночь.
Деннис Перкинс из «The A.V. Club» дал эпизоду оценку A-, сказав: «Безупречно направленная, ориентированная на персонажа история о детских страхах и взрослой ответственности, эпизод, приписываемый писателю Каролин Омайн, является одним из самых уверенных, человеческих и откровенно лучших эпизодов Симпсонов за многие годы».
Эпизод был номинирован на премию «Эмми» за лучшую анимационную программу.
На сайте The NoHomers Club согласно голосованию большинство фанатов оценили серию на 5/5 со средней оценкой 4.28/5. Также в 2019 году по результату голосования фанаты выбрали серию как лучший HD-эпизод.